# 那覇冷凍倉庫
那覇冷凍倉庫（なはれいとうそうこ、英語: Naha Cold Storage）は、沖縄県那覇市にあったアメリカ軍の施設（施設番号:FAC6062）。1993年に日本へ返還された。

## 概要
那覇冷凍倉庫は施設のみのアメリカ軍施設で、那覇港湾施設に近い倉庫地帯に民間の冷凍倉庫を賃借し、沖縄地区エクスチェンジサービス沖縄地域営業本部の食料品倉庫として使用された。
- 1970年6月、那覇市西新町3丁目の民間会社の冷凍倉庫の一部を沖縄地区エクスチェンジ冷凍倉庫（英語: Okinawa Regional Exchange Cold Storage）としてアメリカ軍が借上使用[1]。
- 1972年5月15日、沖縄返還協定で日本政府が「那覇冷凍倉庫」としてアメリカ軍に提供開始（80平方メートル）。
- 1978年3月15日、アメリカ陸軍からアメリカ空軍に移管。
- 1979年4月27日、建物82平方メートル（那覇市西町）を追加提供し、5月4日、最初の提供施設80平方メートルを返還し、移転が完了する。
- 1990年3月27日、那覇市曙の90平方メートルを冷凍倉庫として追加提供。3月29日に那覇市西町の見物82平方メートルを返還し、那覇市曙への施設移転を完了する。
- 1992年5月15日、沖縄復帰20周年記念式典で来日したダン・クエール米副大統領は、キャンプ・ハンセンの都市型戦闘訓練施設の撤去を発表、恩納通信所の全返還、北部訓練場の一部返還について、調整を促進すると発表。また1990年の平成2年日米合同委員会確認事案「23事案」で決定していた北部訓練場の一部（伊武岳特別鳥獣保護区）、那覇冷凍倉庫、牧港補給地区補助施設の返還時期を1992年度末を目途にするとすると発表した[2]。
- 1993年3月31日、那覇冷凍倉庫の全返還。